# ジョー・ベル (1999年生のサッカー選手)
ジョー・ゼン・ロバート・ベル（英語: Joe Zen Robert Bell、1999年4月27日 - ）は、ニュージーランドとイングランドのサッカー選手。ニュージーランド代表。ポジションはMF。

## クラブ歴
クライストチャーチのクラブの下部組織でサッカーをしていたが、2014年にウェリントン・フェニックスFCリザーブスに加入し、ウェリントンに転居した。
その後、米国のバージニア大学に進み大学サッカーでプレーした。また2018年にはシャーロッツヴィル・アライアンスFCでもプレーした。
2019 FIFA U-20ワールドカップで活躍したため、ヨーロッパの複数クラブから興味を持たれて、バイキングFKの練習に参加、最終的にはオファーを受けたものの、バージニア大学が全額の奨学金を提示したために学位も取得する事にし、加入は一年延期という形になった。
2020年1月10日に3年契約でエリテセリエンのバイキングに加入した。
2022年1月31日に4年半契約でデンマーク・スーペルリーガのブレンビーIFに完全移籍した。

## 代表歴
代表は一貫してニュージーランド代表を選択した。
U-17代表では2015 FIFA U-17ワールドカップに参加、グループステージで2試合に出場した。
U-20代表では飛び級で2017 FIFA U-20ワールドカップに出場した後、OFC U-20選手権2018で大会最優秀選手に輝き、2019 FIFA U-20ワールドカップで主将を務めた。
A代表では2019年11月14日に行われたアイルランド共和国代表との親善試合でスターティングメンバーに選出され、代表初出場を記録した。代表初得点は2022年3月20日に行われた2022 FIFAワールドカップ・オセアニア予選のソロモン諸島代表戦であった。
その後に東京オリンピックに参加している。

## 私生活
ブリストル生まれでワナカとクライストチャーチで育った。そのため両国の国籍を有している。